# Burchtgracht

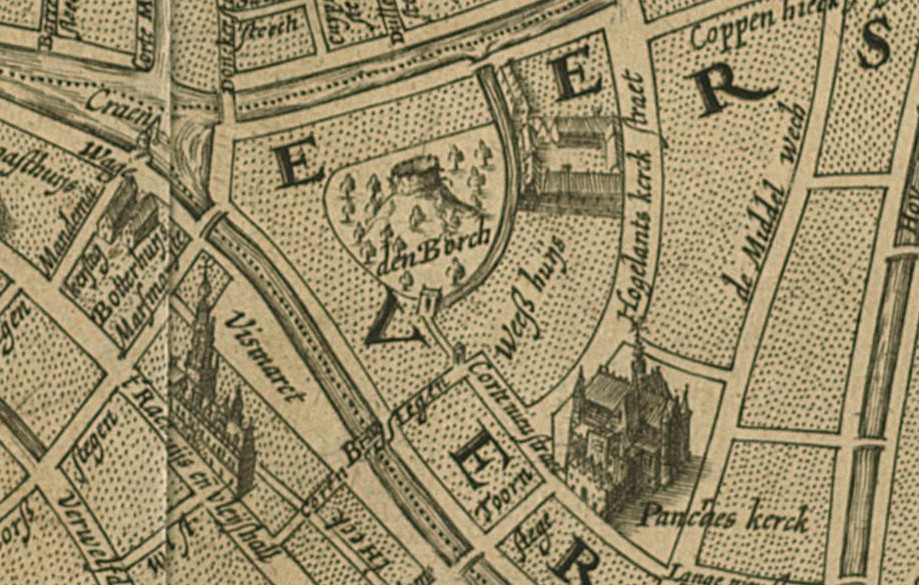
Detail van een kaart van Leiden uit 1614. De Burchtgracht is nog tot aan de poort naar de Nieuwstraat te herkennen

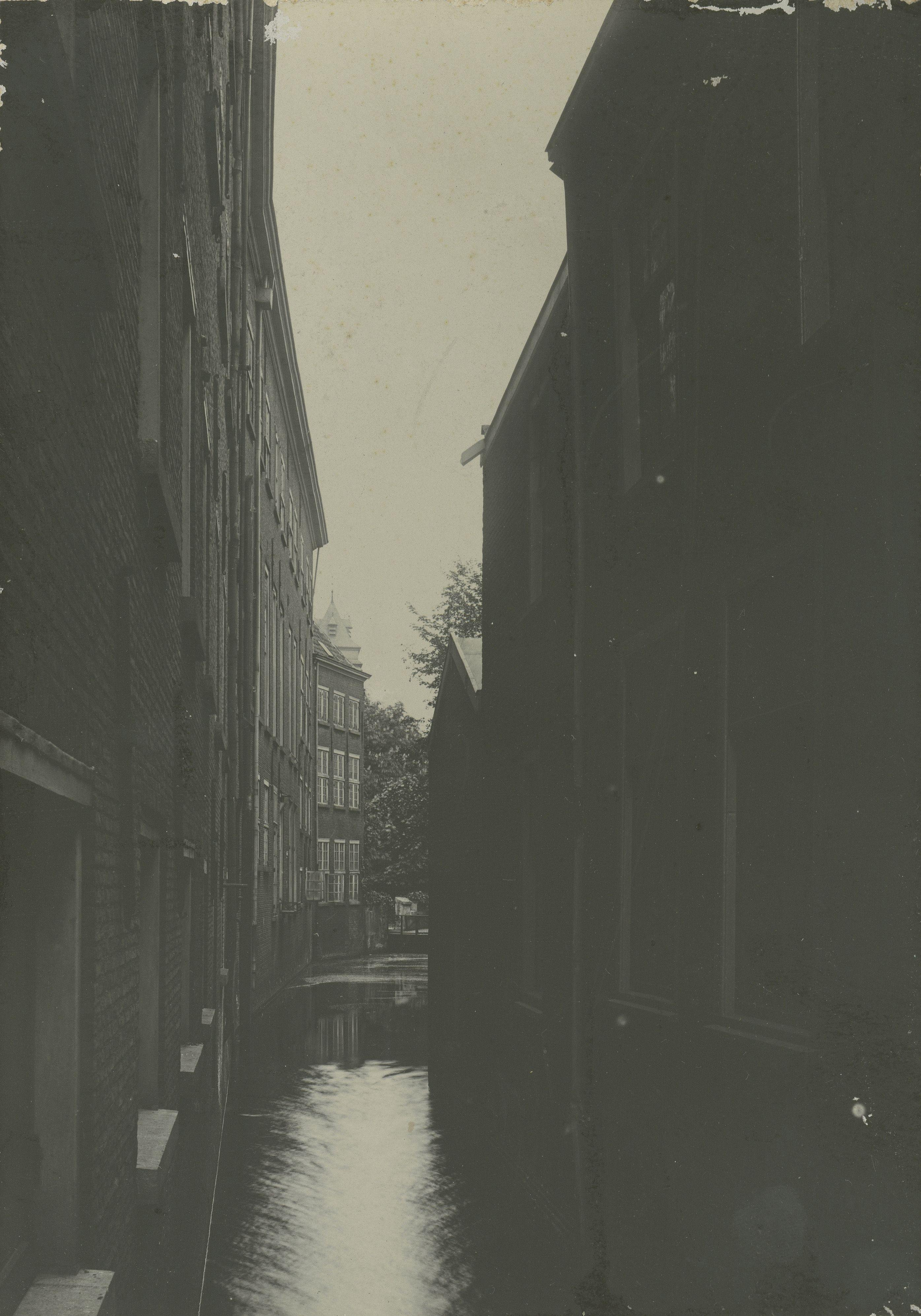
Gezicht op het noordelijke deel van de Burchtgracht, rond 1900. Sinds 1980 is dit het Van der Sterrepad.

De Burchtgracht is een voormalige gracht in de Nederlandse stad Leiden. De gracht liep aan de zuidoost- en oostzijde van de burcht, van de Nieuwe Rijn naar de Oude Rijn. 

## Geschiedenis
De Burchtgracht werd vermoedelijk in de elfde eeuw aangelegd en zij was aanvankelijk breed, maar ondiep. In de loop van die eeuw werd de burchtheuvel steeds opgehoogd, waardoor het talud breder werd en de Burchtgracht smaller. In 1294 wordt de Burchtgracht genoemd in stukken betreffende de stadsuitbreiding vanaf de burcht in de richting van de Hooglandse Kerkgracht. In dat jaar was de burchtpoort slechts 96cm breed en was zij voornamelijk bedoeld voor de bereikbaarheid van een paar huisjes aan de Burchtgracht.
Het gedeelte van de Nieuwe Rijn tot aan de Nieuwstraat werd in 1360 overkluisd en in 1651 gedempt. In 1670 werd een klein deel vanaf de Nieuwstraat overkluisd. Het noordelijke gedeelte, van Burchtplein tot aan de Oude Rijn, werd pas in 1917 gedempt. Vanaf dat jaar werd het straatje Burchtheuvelpad genoemd. 
In 1980 werd het hernoemd in Van der Sterrepad, naar de architect Piet van der Sterre die een hoofdrol speelde bij de restauratie na brand van de 'burchtzalen'. Het in dat jaar verrichtte bodemonderzoek toonde aan dat de gracht aanvankelijk breed en ondiep was en dat er boerderijtjes moeten hebben gestaan op de rand van het talud van de burcht. Ook werd een zware fundering aangetroffen midden in de Burchtgracht, maar het is niet bekend waarvoor deze diende.